# Regió d'Arica i Parinacota
La regió d'Arica i Parinacota és una de les 16 regions de Xile. Limita al nord amb la regió de Tacna (Perú), al sud amb la regió de Tarapacá i a l'est amb els departaments de La Paz i Oruro (Bolívia). Amb 239.126 habitants (2015) és la tercera regió menys poblada de país, -per davant de Magallanes i Aysén, la menys poblada- i amb 16.873 km², la cinquena menys extensa, per davant de Valparaíso, O'Higgins, Metropolitana de Santiago i Ñuble, la menys extensa.
La regió està composta per les províncies d'Arica i Parinacota i va ser creada el 8 de octubre de 2007, segregant el seu territori de l'antiga Regió de Tarapacá, a l'entrar en vigor la Llei 20175.